# Dysstroma olovacea
Dysstroma olovacea är en fjärilsart som beskrevs av Louis Beethoven Prout 1909. Dysstroma olovacea ingår i släktet Dysstroma och familjen mätare. Inga underarter finns listade i Catalogue of Life.